# Peter Waage
Peter Waage (29. června 1833 Flekkefjord – 13. ledna 1900 Christiania) byl norský chemik, profesor chemie na univerzitě v Oslu. Spolu s Catem Guldbergem v letech 1864–1879 objevili a formulovali základní kvantitativní zákon chemické rovnováhy, nazývaný též zákon akce hmoty, Guldbergův-Waagův zákon, (zákon účinku hmoty, či (méně vhodně) zákon aktivní hmoty).